# فرانك ماكلوكين
فرانك ماكلوكين (بالإنجليزية: Frank McLoughlin)‏ هو سياسي أيرلندي، ولد في 1 أغسطس 1946. في الانتخابات العمومية الإيرلندية، نوفمبر 1982 ‏، انتخب نائب دييل عن دائرة ميث ‏ وقد انضم خلال فترته النيابية ‏ (14 ديسمبر 1982 – 20 يناير 1987) للكتلة البرلمانية حزب العمال (جمهورية أيرلندا).